# كتاب تاريخ أسماء الثقات
كتاب تاريخ أسماء الثقات هو أحد كتب الجرح والتعديل، ألفه الحافظ ابن شاهين (297 هـ-385 هـ)، جمع المصنف في مصنفه أسماء كثيرة لعدد كبير من المحدثين والرواة الذين نقل عنهم الأخبار والأحاديث من أهل الثقة في الرواية، حيث يذكر اسم الراوي ودرجته في رواية الحديث، وقد رتب ابن شاهين كتابه على حسب الترتيب الأبتثيه، وقد اعتمد ابن شاهين في كتابه على أقوال وآراء بعض أئمة الجرح والتعديل في توثيق هؤلاء الرواة الذين ترجم لهم، وأكثر نقله عن أحمد بن حنبل ويحيى بن معين.